# Усманово (Балтачевський район)
Усма́ново (рос. Усманово, башк. Уҫман) — присілок у складі Балтачевського району Башкортостану, Росія. Входить до складу Норкинської сільської ради.
Населення — 151 особа (2010; 189 у 2002).
Національний склад:
- башкири — 91 %